# Elaphoglossum longicaudatum
Elaphoglossum longicaudatum är en träjonväxtart som beskrevs av John T. Mickel. Elaphoglossum longicaudatum ingår i släktet Elaphoglossum och familjen Dryopteridaceae. Inga underarter finns listade.